# Ділі (район)
Ділі (порт. Díli, тетум Dili) — один з 13 районів Східного Тимору, який включає в себе також столицю країни — місто Ділі.

## Географія
Ділі — найменший район Східного Тимору, його площа становить всього 368,12 км². Розташований в центральній частині країни, на північному узбережжі острова і межує з районами Манатуту — (на сході), Айлі — (на півдні) і Ликіса — (на заході). На півночі омивається водами моря Саву. До складу округу входить також острів Атауро, розташований за 30 км на північ від столиці країни. Річки округу, такі як Коморо, як і інші річки на півночі острова, під час сухого сезону повністю пересихають.

## Клімат
Клімат — типовий для північного узбережжя острову Тимор. У сухий сезон надзвичайно жарко: вдень температура піднімається до 35 °C, а вночі може опускатися до 20 °C. У сезон дощів температура становить близько 27 °C, а середньорічна температура — 26,7 °C.

## Населення
Населення району за даними на 2010 рік складає 234 026 осіб; для порівняння, на 2004 рік воно налічувало 173 541 осіб. Щільність населення — 635,73 чол./км². Середній вік населення становить 20,8 років, що значно вище середнього по країні показника 18,8 років. У період з 1990 по 2004 роки середній щорічний приріст населення склав 2,53 %. Значна частина приросту здійснюється за рахунок імміграції з інших регіонів країни. Тільки 54 % населення Ділі народилися на території округу. Дитяча смертність склала 103 на 1000 новонароджених в підрайоні Атауро; 96 — в Метінаро; 69 — в Наїн-Фету; 68 — в Кристу-Рей; 66 — у Вера-Крус і 56 — в Дон-Алейшу. В середньому по країні цей показник становить 98 на 1000.
Близько 81 % населення розмовляють мовою тетум як рідною. Поширені також інші місцеві мови і діалекти, а також індонезійська, англійська та китайські мови. 25,8 % населення неписьменні (29,1 % жінок і 22,9 % чоловіків). 37,7 % осіб старше 18 років закінчили середню школу (33,8 % жінок і 41,0 % чоловіків).
За даними на 2004 рік 93,3 % населення складають католики; 0,5 % — прихильники традиційних анімістичних вірувань; 4,5 % — протестанти і 1,1 % — мусульмани; 0,2 % — буддисти і 0,1 % — індуїсти. Великий приплив трудових мігрантів привів до того, що в окремих районах округу на 100 жінок припадає 113 і навіть 120 чоловіків.

## Адміністративний поділ
В адміністративному відношенні поділяється на 6 підрайонів:
| Підрайон   | Населення, чол. (2010) | Площа, км² |
| ---------- | ---------------------- | ---------- |
| Атауро     | 8602                   | 140,50     |
| Вера-Крус  | 34 015                 | 32,77      |
| Дон-Алейшу | 105 154                | 33,12      |
| Кристу-Рей | 54 936                 | 65,33      |
| Метинару   | 4727                   | 91,24      |
| Наїн-Фету  | 26 592                 | 5,15       |

## Галерея

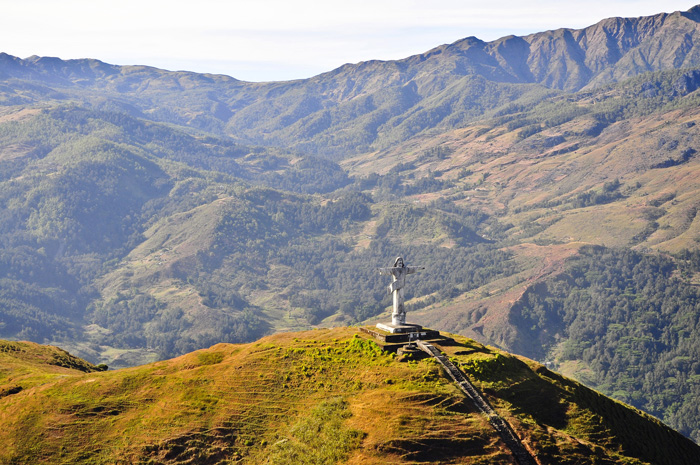
Статуя Ісуса в горах Східного Тимору
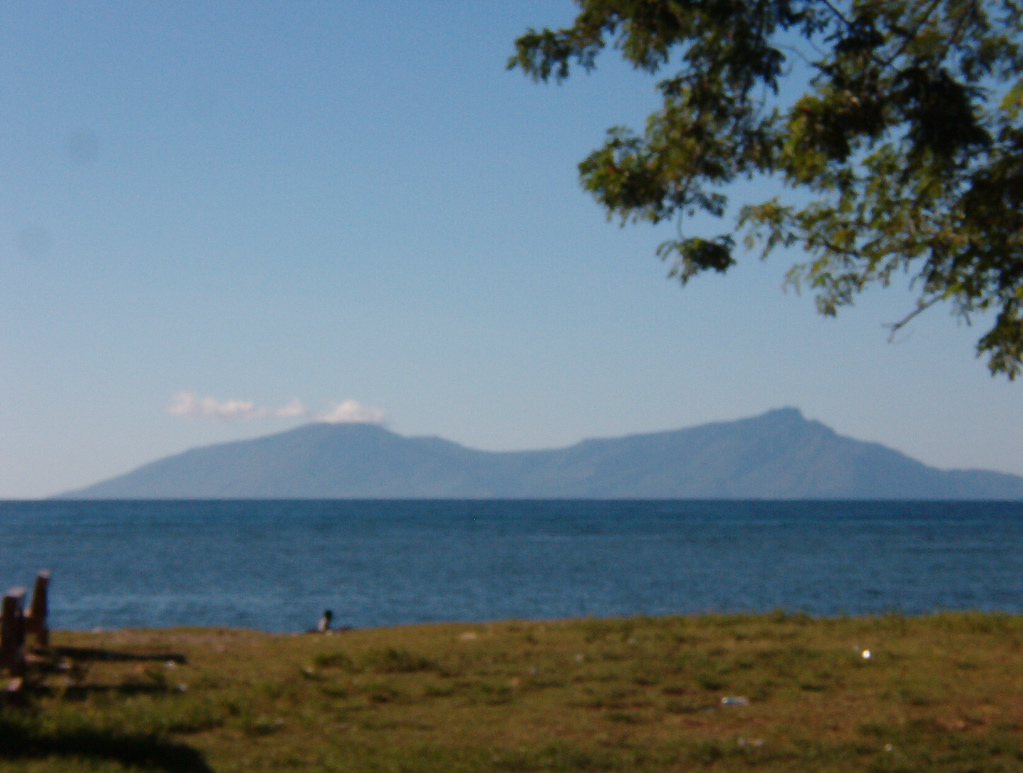
Вид на острів Атауру з Ділі
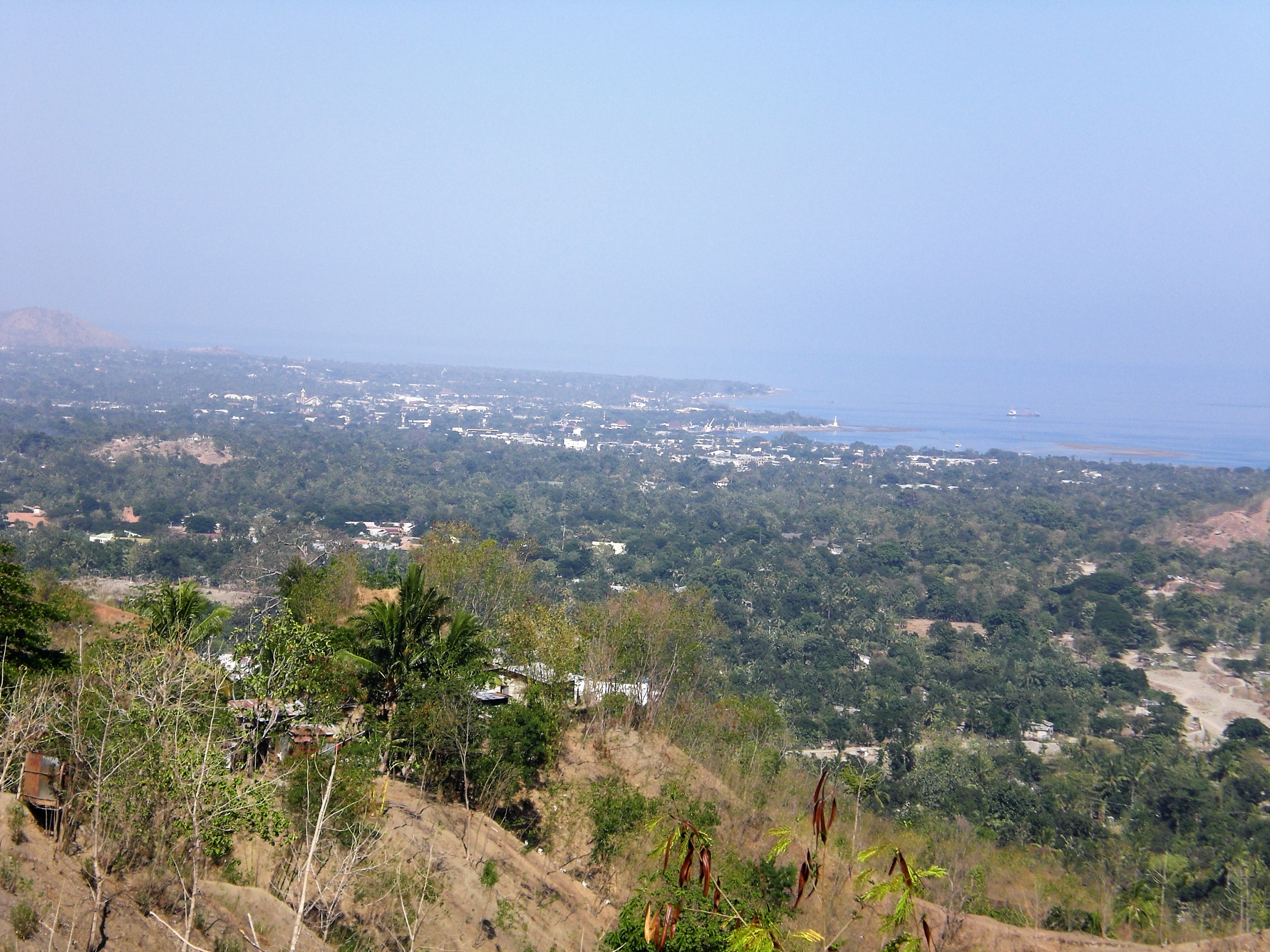
Вид на столицю країни, місто Ділі
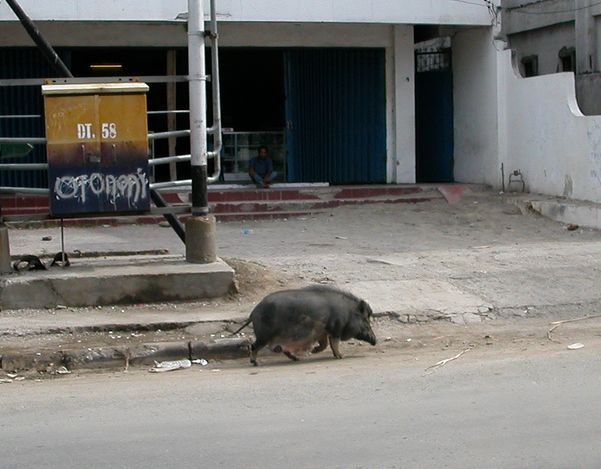
Свиня на вулицях Ділі
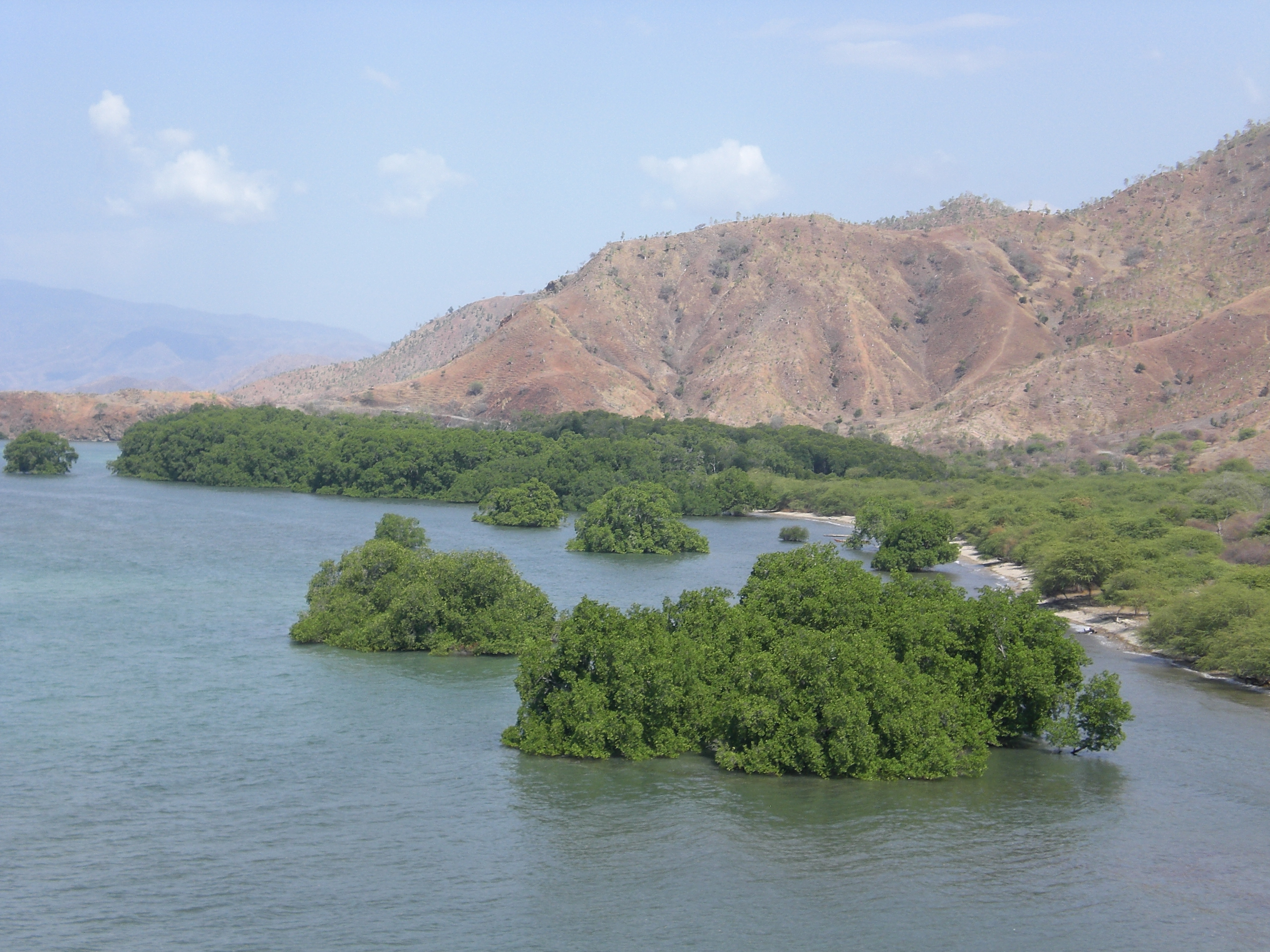
Мангрові зарості на узбережжі